# Christopher Minko
Christopher Minko (nascido em Myrtleford, Vitória, Austrália) em 23 de setembro de 1956) é um compositor, liricista, violonista, vocalista e fundador do grupo musical australo-cambojano de Delta blues: 'Krom'.  Morando no Camboja desde 1996, Minko é também o fundador e secretário-geral da ONG: "Cambodian National Volleyball League (Disabled)."
Minko recebeu inúmeros prêmios de reconhecimento como resultado de seus árduos esforços e envolvimentos no campo de serviços humanitários (tanto pessoalmente como através da CNVLD), incluindo: World Fair Play Awards da UNESCO, em 2003; Best Practices Award – Sports and Development - da ONU, em 2007; Britannica Sports for All Award – 2007; Medalha de Ouro por Serviços Humanitários concedida pelo primeiro-ministro do Camboja em 2009.

## Biografia

### Juventude na Austrália
Nascido de pai judeu-ucranianos e de uma mãe pianista de concertos alemães, Christopher Julian Minko cresceu junto a seus três irmãos em Myrtleford, Vitória (Austrália). Na Orquestra da Juventude Vitoriana, tocou trompete clássico no começo dos anos 80, e foi também um dos membros idealizadores e fundadores do grupo musical "cult" The Bachelors from Prague (Os Solteiros de Praga). Christopher passou uma década trabalhando para várias organizações artísticas e educacionais australianas, como para o Ministério das Artes de Vitória; Museu de Artes Performáticas Australianas; para o Conselho do Salão de Comércio de Vitória; na direção do Festival Musical de Moomba; no Festival de Artes Multiculturais da Rua Lygon, em Melbourne; como membro fundador do Festival da Orla de Melbourne (Melbourne Fringe Festival) e na direção de eventos para a Grande Final da Liga de Futebol-Americano Australiana – o maior evento de esportes do país. Nesse ínterim, Minko também passou uma temporada em Israel e na Alemanha aprimorando seus estudos e buscando saber mais sobre suas raízes.

### Carreira humanitária

#### 1990 a 1996 - Tailândia e Camboja
Em 1990, frustrado com a cena artística australiana por sentir falta de um conteúdo sócio-político, Minko se muda para Tailândia através de um programa de intercâmbio cultural do Escritório da Comissão da Cultura Nacional da Tailândia. Vivendo em Bangkok e Sukhothai por quatro anos, Minko então trabalha como conselheiro para a Comissão da Cultura Nacional Tailandesa organizando intercâmbios culturais entre as nações participantes do ASEAN e a Austrália. Mais tarde conhece Mechai Viravaidya, que o introduz e mentora ao mundo das questões humanitárias e de desenvolvimento de países de terceiro mundo.
Em 1996, muda-se para o Camboja por meio de uma iniciativa da AusAID (Agência Australiana para Desenvolvimento Internacional) como conselheiro técnico para a Organização de Deficientes do Camboja. No ano seguinte, o ex-soldado do Khmer Vermelho e atual primeiro-ministro do Camboja, Hun Sen, encena um golpe militar que viria a depor o então príncipe Norodom Ranariddh. Minko decide ficar no país e em meio ao caos de um grande conflito social, trabalha como chofer de ambulância resgatando sobreviventes mutilados e recolhendo corpos de vítimas. Essa experiência deixaria Minko com um profundo respeito à nação sofrida e entendimento das necessidades dos Khmers, o que mais tarde o levaria a fundar a CNVLD - "Cambodian National Volleyball League Disabled."

#### A "Liga Nacional Cambojana de Voleibol Deficiente"
Minko decide começar seu próprio programa de esportes como uma forma de ajudar os deficientes, mirando, a princípio, o esporte mais popular do país, o voleibol. Em 1996, com uma concessão da AusAID, ele estabelece a Liga Nacional Cambojana de Voleibol Deficiente que viria a ser oficialmente registrada como uma Organização Não-Governamental (ONG) no ano de 2002. Posteriormente considerada um modelo internacional para o esporte e a reabilitação conjuntas, a ONG, através da desmarginalização e reintegração social dos deficientes físicos, teve reconhecimento pela habilidade única e pelo poder de grupos desportivos na ressocialização dos debilitados por minas e conflitos de guerra – ignorados pela sociedade cambojana e pelas organizações internacionais de ajuda.
Nos anos de 1996 e 1997, Minko se envolve na elaboração de um pacote de leis visando direitos de acesso, até então inexistentes, aos deficientes físicos no Camboja, e na criação do Comitê Paraolímpico do Camboja. Com a ajuda dos principais doadores e de suas instituições de caridade associadas, Minko trás programas de treinamentos intensivos que elevam os pobres e debilitados fazendeiros e ex-soldados do Khmer Vermelho, ao status de heróis nacionais. Em 2007, a CNVLD, em conjunto com a "World Organization Volleyball for Disabled" (WOVD), apresenta três copas mundiais de vôlei em Phnom Penh, e Minko, com seu Time Nacional Cambojano, traz a honra e o orgulho para o país atingindo o segundo lugar e conquistando o bronze na Copa Mundial de 2011. Esta seria a primeira vez que um time cambojano de esportes estaria presente em um evento internacional. Minko também co-escreve o primeiro hino cambojano para um evento esportivo, gravado pelo cantor pop cambojano Preap Sovath. Os então marginalizados deficientes cruzam as barreiras do preconceito e ganham o respeito da nação, tornando-se membros produtivos da sociedade.
Depois do grande sucesso do Time Nacional Cambojano na Copa Mundial de Vôlei de 2007, doações internacionais para ajudar as vítimas de poliomielite e amputados de minas terrestres começaram a surgir. No entanto, nenhuma dessas doações chegariam à CNVLD como era esperado pelos doadores. Foi descoberto que as doações foram extraviadas ao chegarem no país, com fortes suspeitas indicando um ministro corrupto do governo cambojano. Apesar de desiludido, Minko absteve-se da acusação pública do político suspeito, insistindo que o problema havia sido encaminhado às autoridades máximas e resultado em reformas apropriadas pelo  governo cambojano - o qual tem apoiado muitos de seus projetos sociais.
Minko tem sido muito sincero sobre sua repugnância para com as organizações de ajuda humanitária internacional e de seus participantes, a quem ele freqüentemente se refere em entrevistas como "parasitas do Band Aid". Ele cita "a ineficiência e má gestão" e até mesmo a corrupção quanto aos dólares investidos pela 'World Aid Organization' no Camboja - "com a parte do leão indo para a administração de agências de ajuda e para os salários dos ocidentais que vivem no Camboja com ostensivos estilos de vida que incluem empregadas domésticas, carros caros, casas em condomínios de luxo, educação de nível internacional para seus filhos, etc. No momento em que as doações monetárias chegam às ONGs a porcentagem que sobra para o cumprimento do verdadeiro objetivo é mínima e apenas uma ínfima parcela desta quantia chega para apoiar os cambojanos em necessidade". Enquanto  Minko está ciente de que sua sinceridade provavelmente lhe custou ajuda financeira para seus projetos no Camboja, ele ainda continua a falar sobre a má gestão das ONGs e suas ajudas humanitárias, muitas das quais nunca atingem àqueles a quem se destina.
A CNVLD de Minko não se limita apenas ao voleibol mas engloba todos os esportes para atletas com deficiência, tanto homens quanto mulheres e programas de esportes para crianças com deficiência. Em 2005, a CNVLD estabelece um Programa Nacional de Corrida de Cadeiras de Rodas e que revelaria outro talento ao país, Van Vun. Tido como herói nacional, Vun segue competindo em grandes eventos de corrida, como no ASEAN ParaGames, na Indonésia, onde ganhou medalhas. Seu objetivo era competir nos Jogos Paralímpicos de Verão de 2012 mas seu sonho lhe seria negado e essa história acabaria por receber repercussão internacional devido ao Comitê Nacional Paraolímpico do Camboja ter negligenciado a apresentação da documentação necessária para que tivesse sido feita a inclusão do atleta.
Em 2011, a CNVLD cria o Time Feminino de Voleibol de Deficientes Auditivas. E em 2012, um Time Feminino de Basquetebol em Cadeira de Rodas é organizado em colaboração com a 'Disability Sports and Recreation' da Austrália junto a Cruz Vermelha (CICV) Australiana.

### Programa de Basquete Feminino de Cadeirantes
Em 2011, Minko começa a projetar um programa de basquete para mulheres cadeirantes visando a melhora das condições indignas dessas mulheres empobrecidas devido às suas limitações físicas e falta de oportunidades - mulheres  vítimas de minas terrestres, poliomielite, estupro e violência doméstica. A CNVLD agrega então, outra categoria à lista Cambojana de Esportes de Deficientes praticados no país.
Em 2012, em parceria com o ICRC (Comitê Internacional da Cruz Vermelha) e com o Ministério de Relações Sociais, de Veteranos e da Reabilitação da Juventude (MoSVY, na sigla em inglês), a CNVLD lança um programa piloto no Centro de Reabilitação Física de Battambang, programa esse, projetado especificamente para prover esporte e oportunidades sócio-econômicas para mulheres cambojanas com deficiência, nas áreas rurais do país. As mulheres selecionadas para participar recebem um pequeno salário, oportunidades educacionais, e treinamento de alta qualidade com treinadores profissionais, e o mais importante, uma nova chance na vida.
No começo de 2013, um programa adicional é lançado em Kampong Speu, Camboja, e em agosto do mesmo ano uma competição entre os times de  Battambang e Kampong Speu se confrontam naquilo que viria a se tornar o primeiro Torneio de Basquetebol de Cadeirantes no país.

#### No cinema
O premiado diretor franco-britânico Roland Joffé ("Os Gritos do Silêncio"/"A Missão") expressou interesse em fazer um filme sobre Minko e seu trabalho com a CNVLD, e os eventos da Copa Mundial de Voleibol que foi sediada no Camboja. Referiu-se aos eventos da Copa como um triunfo do esporte para o Camboja e para seus atletas deficientes. Como seqüência para "Os Gritos do Silêncio", seu filme potencial - que seria um "post-scriptum da vida" -, desta vez um filme edificante sobre os atletas com deficiência que buscam através do esporte, um caminho para sair da pobreza. Joffé também tem uma associação de longa data com uma ONG cambojana, a 'Cambodia Trust', envolvida na fabricação de próteses e órteses para os sobreviventes de minas e vítimas de poliomielite. Ele também serviu como "Patrono de Honra" em 2010 na Copa Mundial de Vôlei em Phnom Penh.

### Carreira musical
Vendo um Camboja que foi devastado pela guerra e culturalmente empobrecido, e entendendo o poder de transformação da música, Minko queria ver grandes artistas florescerem no Camboja novamente, na expectativa de uma espécie de renascimento dos dias de glória do passado, pré-Khmer Vermelho, quando Phnom Penh era conhecida como "a jóia cultural do sudeste-asiático". Eis que Minko funda então a "Mekong Sessions", uma companhia de produção e promoção de eventos visando o estímulo de uma atmosfera de efervescência artística no Camboja e trazendo artistas de todos os cantos do mundo para concertos locais. Entre seus objetivos, inclui-se também um encontro de artistas, cantores e grupos musicais tailandeses e cambojanos, a fim de amenizar a animosidade entre os dois países.

#### Uma carta ao "mestre"
Em 2010, Minko escreve ao Leonard Cohen, a quem se refere como "o mestre", e conta-lhe sobre a triste situação em que se encontra o  Camboja atual, conseqüência do longo legado de guerra, e agora considerado um dos países mais pobres do mundo. Minko sugere então um concerto beneficente no Estádio Olímpico Nacional, em Phnom Penh, o qual Cohen aceita e muito atenciosamente oferece para ligar o concerto beneficente à sua turnê mundial, a fim de internacionalizar o show. Minko é contactado pela AEG e o concerto é agendado para 27 de novembro de 2010. O preço do ingresso é posto alto intencionalmente a fim de captar recursos destinados especificamente para beneficiar a restauração do Estádio Olímpico de Phnom Penh, como um local de concertos; à Cruz Vermelha Cambojana; E aos atletas deficientes do país. Há rumores de que Leonard Cohen faria um show adicional no Camboja a preços populares para o público em geral.
Contudo, o concerto nunca aconteceria. Minko, profundamente desolado, mais uma vez, teria seus planos desfeitos ao confrontar problemas enormes incluindo os exorbitantes preços inflacionados para obter equipamento de som adequado da Tailândia; problemas logísticos internos do Camboja; e a falta geral de apoio local, que fizeram com o show fosse cancelado. Por conseguinte, ambos Leonard Cohen e seu empresário, Robert Kory, fizeram doações generosas ao Pagode de Prek Say, no distrito de Neak Leaung, província de Svay Rieng, com a finalidade da construção de uma escola e campos desportivos.
Apesar do fracasso do evento, Minko ainda acredita no conceito e nos benefícios de levar músicos e bandas de estatura internacional ao Camboja, estabelecendo o país como o principal destino asiático para eventos culturais e esportivos, "mas apenas se os problemas de infra-estrutura forem sanados através de investimento adequado".

#### Krom
Em 2010, Minko fundou seu próprio grupo musical o qual ele batizou de 'Krom', "o grupo" em língua khmer. O mote da banda é "elusivo, exclusivo e reclusivo". Minko constrói suas canções à lá Leo Kottke, com base de violão e cordas abertas. Em seguida adiciona uma outra faixa de violão e os vocais. Outra instrumentação pode ser adicionada dependendo das necessidades de uma determinada música.
Em 6 de setembro de 2010, Krom gravou uma música escrita por Minko com o título de "I Walked the Line" (Eu Andei na Linha), em referência a música homônimo de Johnny Cash. A música foi lançada através da marca Mekong Sessions, de Minko, em formato de VCD e comercializada por todas as lojas de Phnom Penh. "I Walked the Line" foi amplamente tocada nas rádios locais e o clipe transmitido nos canais televisivos.  Na época, o grupo era constituído por sete membros sendo que Minko fazia os vocais junto a uma cantora Khmer, e também tocava violão. A canção "I Walked the Line" mais tarde seria regravada e renomeada oportunamente para "Thinkin' It Over", além de ter sido incluída no álbum de estréia do grupo "Songs from the Noir" (Canções do Noir ou Canções da Escuridão, em referência aos Film noires).
Em 2012, o grupo tinha sofrido mudanças de crescimento e pessoais, resultando, entre muitas coisas, na saída da antiga vocalista. No site oficial da banda, a descrição tornou-se: "Krom é uma banda de Phnom Penh - e seu compositor, cantautor, guitarrista, vocalista, Christopher Minko, trabalhando com a vocalista Khmer Sophea Chamroeun e o engenheiro de som Chhuon Sarin, além de músicos convidados". O grupo agora contava com basicamente três membros.
Em junho do mesmo ano, Krom debuta seu primeiro álbum. Com 14 faixas, o álbum intitulado "Krom: Songs from the Noir" tem sua distribuição feita digitalmente e fisicamente, disponíveis no site CDBaby e em sites de download como iTunes, Amazon, Google Music, etc.
O álbum é bilíngue e inclui músicas em inglês e khmer cujo estilo em Delta Blues se mescla com harmônicos tradicionais Khmer. Minko escreve as músicas, as letras, toca o violão e canta as canções. Chamroeun canta em khmer e inglês, além de escrever as letras das músicas em khmer. O álbum é uma dedicação à esposa de Minko, "Wassana Panmanee-Minko (Mam)", que faleceu em 2010 e que serviu de inspiração para a letra da música "The Ying", uma colaboração com o escritor Christopher G. Moore onde Minko canta palavras do autor na letra da música. Moore também produziu o vídeo para a mesma música usando as obras do artista de Bangkok, Chris Coles. Sarin Chhuon, o terceiro membro do Krom, é o engenheiro de som e produtor.
Em dezembro de 2012, uma quarta integrante se junta ao grupo, Sopheak Chamroeun, irmã Sophea e segunda voz nas novas músicas.
Um artista denso e comprometido com questões sociais, suas músicas - através de letras obscuras em forma de poesia e melodias minimalistas e introspectivas - confrontam temas ásperos como o exploração sexual e suas conseqüências, e outras questões desconfortáveis e cenas comuns nas ruas de Bangkok e Phnom Penh. Minko crava sua marca na música ao desenvolver um novo estilo que cruza as barreiras culturais, mesclando suavemente o tradicional Delta Blues com as nuances tradicionais do Khmer, provendo uma experiência singular ao escutar. Suas inspirações musicais vêm de uma longa e variada lista que inclui Leonard Cohen, John Fahey, Gustav Mahler, Johnny Cash, Leo Kottke, Beethoven e Chet Baker.

##### Recepção
O álbum recebeu muita atenção da mídia não somente do sudeste asiático mas também da mídia e do público internacionais. Em 25 de setembro de 2012, o álbum foi destacado pelo premiado DJ britânico Mark Coles em seu programa de rádio "The Garden Shed", na coluna "The Pick of the Best New Music Releases and Demos from Around the Planet" (O Quê Há de Melhor nos Novos Lançamentos de Música e Demos ao Redor do Planeta).
Em julho, o autor Christopher G. Moore anuncia que  as letras das canções de Minko, do álbum "Krom – Songs from the Noir", seriam inclusas em um novo livro, "Phnom Penh Noir", uma coleção de pequenas estórias "noir" de vários autores, lançado em novembro de 2012.

##### No cinema
Em agosto de 2012, Krom é convidado a gravar a trilha-sonora para um documentário khmer-australiano intitulado "In Search of Camp 32, a Journey Back to Year Zero" (A Procura do Acampamento 32, uma Jornada de Volta ao Ano Zero, em tradução livre). Co-produzido pelo australiano Gaye Miller, o filme conta a estória de Bunhom Chhorn (Hom), um cambojano sobrevivente dos Campos de Extermínio em sua busca para expor a verdade por trás de um dos acampamentos de extermínio mais notórios do Khmer Vermelho, em uma província do noroeste do país, onde acredita-se na estimativa de 30,000 cambojanos mortos durante o regime de Pol Pot.

##### Ao vivo
Em novembro de 2012, Krom faz sua primeira apresentação ao vivo em um dos canais mais bem classificados da televisão cambojana, o CTN, no programa de grande audiência "Entertainment Tonight", que chegou a alcançar na noite da apresentação aproximadamente 1.2 milhão de telespectadores. A transmissão inclui uma entrevista com a vocalista do banda, Sophea Chamroeun, seguida pela performance de três músicas do álbum "Krom – Songs from the Noir". Dançarinos do grupo de dança "Crianças de Bassac" participaram da performance da canção "Country".

#### 2013 - Neon Dark
Em outubro de 2013, um segundo álbum é lançado com o título de "Krom - NEON DARK". O álbum bilíngüe contém 12 faixas originais compostas e escritas pelo próprio Christopher Minko em conjunto com a vocalista Sophea Chamroeun, responsável pelas letras em khmer. Duas faixas contam com a participação especial do ilustre Kong Nay, o "Mestre do Delta Blues do Mekong". Kong Nay canta e toca seu chapei, apoiado pelas "Irmãs Chamroeu" (Sophea e Sopheak).

## Prêmios
- 2002: "International Fair Play" - Diploma de Honra (UNESCO).
- 2004: Academia Suíça de Desenvolvimento - Prêmio Melhores Práticas.
- 2006: 2005 o Ano Internacional da ONU de Esporte das Nações Unidas - Prêmio de Boas Práticas de Esportes e Desenvolvimento.
- 2007: Prêmios Australianos Nacionais de Deficiência de 2007 - Nomeado.
- 2007: Prêmios da Enciclopédia Britânica - Prêmio de Celebração da Vida Através dos Esportes.
- 2008: Prêmios "Nike Sport-Changemakers" - Finalista Global para uma competição por um Mundo Melhor.
- 2008: A CNVLD inicia primeiro 'Prêmios Nacionais para Deficiência' - Prêmio pelas excelentes contribuições e assistência à PWDs (ONG).
- 2009: Prêmios "Nike Sport-Changemakers" - Finalista Global pela Competição de Mulheres no Esporte.
- 2010: Medalha de Ouro do Primeiro Ministro Cambojano por Serviços Humanitários ao Camboja.